# Michael Gregoritsch
Michael Gregoritsch (Graz, Estiria, 18 de abril de 1994) es un futbolista austriaco que juega como centrocampista en el Brøndby IF de la Superliga de Dinamarca.

## Trayectoria

### Kapfenberger
Empezó a jugar fútbol desde los 6 años en el Grazer AK y llegó en 2008 a las divisiones menores del Kapfenberger austriaco. El 25 de julio de 2009 y con 15 años debuta en el segundo equipo del Kapfenberger frente al Oberaich, sustituyendo en el minuto 62 a Philipp Wendler y marcando su primer tanto al minuto 81. Fue victoria de 4-1 para su equipo en la Copa de fútbol de Estiria, torneo amateur. Además disputaría sus primeros partidos en la Landesliga Steiermark, cuarta división regional del fútbol austriaco.
Esa misma temporada (2009/10) fue llamado al primer equipo que disputaba la Bundesliga de Austria. El 14 de abril de 2010 debutó oficialmente en un encuentro de liga ante el Austria Viena, donde anotó su primer gol en menos de tres minutos después de haber ingresado al minuto 82 en sustitución de Michael Tieber y dándole el empate 1-1 a su equipo. Este gol lo convirtió en el jugador más joven en anotar en la historia de la Bundesliga austriaca con 15 años y 361 días. Su padre, Werner Gregoritsch, dirigía al Kapfenberger en ese entonces.
En la temporada 2010/11 ve más actividad con el Kapfenberger, entrando regularmente en los segundos tiempos a la vez que disputaba la cuarta división con el segundo equipo. En un encuentro de la copa de Estiria marcó 4 goles en un partido. Se las ingenió para anotar dos goles en primera en 24 partidos y jugando todos los encuentros de la Copa de Austria, llegando a semifinales con el primer equipo. Además, salió campeón de la Landesliga Steiermark, ascendiendo con el Kapfenberger II a tercera división.

### Hoffenheim
En junio de 2011, Gregoritsch de 17 años fichó por el TSG 1899 Hoffenheim de Alemania, firmando por cuatro años sin embargo fue cedido para la temporada 2011/12 a su antiguo club. Además de jugar en tercera división con el equipo "B", Gregoritsch también continuó siendo pieza de recambio en la primera división jugando de delantero con el Kapfenberger, anotando un tanto en 16 encuentros de Bundesliga hasta que viajó a Alemania a continuar su carrera.
En la temporada 2012/13, Gregoritsch no disputó ningún encuentro con el primer equipo pero sí participó con el Hoffenheim II, anotando 11 goles en 28 encuentros en la Regionalliga Südwest, cuarta división del fútbol alemán. Debutó el 4 de agosto de 2012 ante el Maguncia 05 II, partido en el que marcó también su primer tanto en Alemania. Fue victoria 5-0 para su equipo y de visita.

### St. Pauli
En junio de 2013 Hoffenheim decide prestar a Gregoritsch por un año al St. Pauli de la 2. Bundesliga. El club de Hamburgo también negoció una opción de compra para el delantero. Efectivamente, el 4 de agosto de 2013, Gregoritsch debutó con su club contra el Preußen Münster, disputando 15 minutos y no pudiendo evitar la derrota por 1-0 en la primera ronda de la Copa de Alemania. Vio poca acción tanto con el primer y con el segundo equipo sin embargo logró anotar su único gol con el St. Pauli el 4 de octubre de ese mismo año ante el Erzgebirge Aue.

### Bochum
En mayo de 2014, Gregoritsch de 20 años extendió su contrato con el Hoffenheim durante un año y fue cedido nuevamente a otro equipo de la 2. Bundesliga: el Bochum para afrontar la temporada 2014/15. El 2 de agosto de 2014 debutó con el Bochum en el empate 1-1 ante el Greuther Fürth. Formando parte del primer equipo definitivamente, Gregoritsch se volvió titular, jugando varios partidos como extremo izquierdo y anotando su primer gol el 20 de septiembre en la goleada por 5-1 frente al FSV Frankfurt. Pese a estar alejado de las canchas tres meses por una lesión, no perdió su lugar en el equipo. Su primera campaña regular en Alemania dejó un saldo de 7 goles y 4 asistencias en un total de 27 encuentros.
La buena temporada de Gregoritsch hizo que el Bochum terminara adquiriéndolo definitivamente hasta 2018 en julio de 2015.

### Hamburgo
Poco después de su incorporación definitiva al Bochum, ese mismo mes el Hamburgo termina llevándoselo por casi tres millones de euros y firmando contrato hasta 2019. La temporada 2015/16 significó su primera campaña en primera división de Alemania. El 9 de agosto de 2015 debutó con el Hamburgo ante el Carl Zeiss Jena por la primera ronda de la Copa de Alemania, ingresando al minuto 75 en lugar de Pierre-Michel Lasogga. Al minuto 93, Gregoritsch marcó el empate y su primer gol con el cuadro dinosaurio tras asistencia de Emir Spahić. El partido se fue a tiempo extra y el Hamburgo perdió 3-2. En liga disputó casi todos los partidos, siendo titular en algunos encuentros y siendo pieza de recambio en otros, aunque se perdió 7 jornadas por una lesión. El Hamburgo logró mantener la categoría con Gregoritsch anotando 5 goles en 25 encuentros en la Bundesliga. Gregoritsch, que puede jugar en cualquier posición de la ofensiva, disputó muchos partidos como media punta y como extremo derecho.
En la temporada 2016/17, Gregoritsch continuó siendo un atacante recurrente anotando cinco goles y con cuatro asistencias a su favor en 32 partidos en general. Pese a ello, solo disputó dos encuentros los 90 minutos.

### Augsburgo

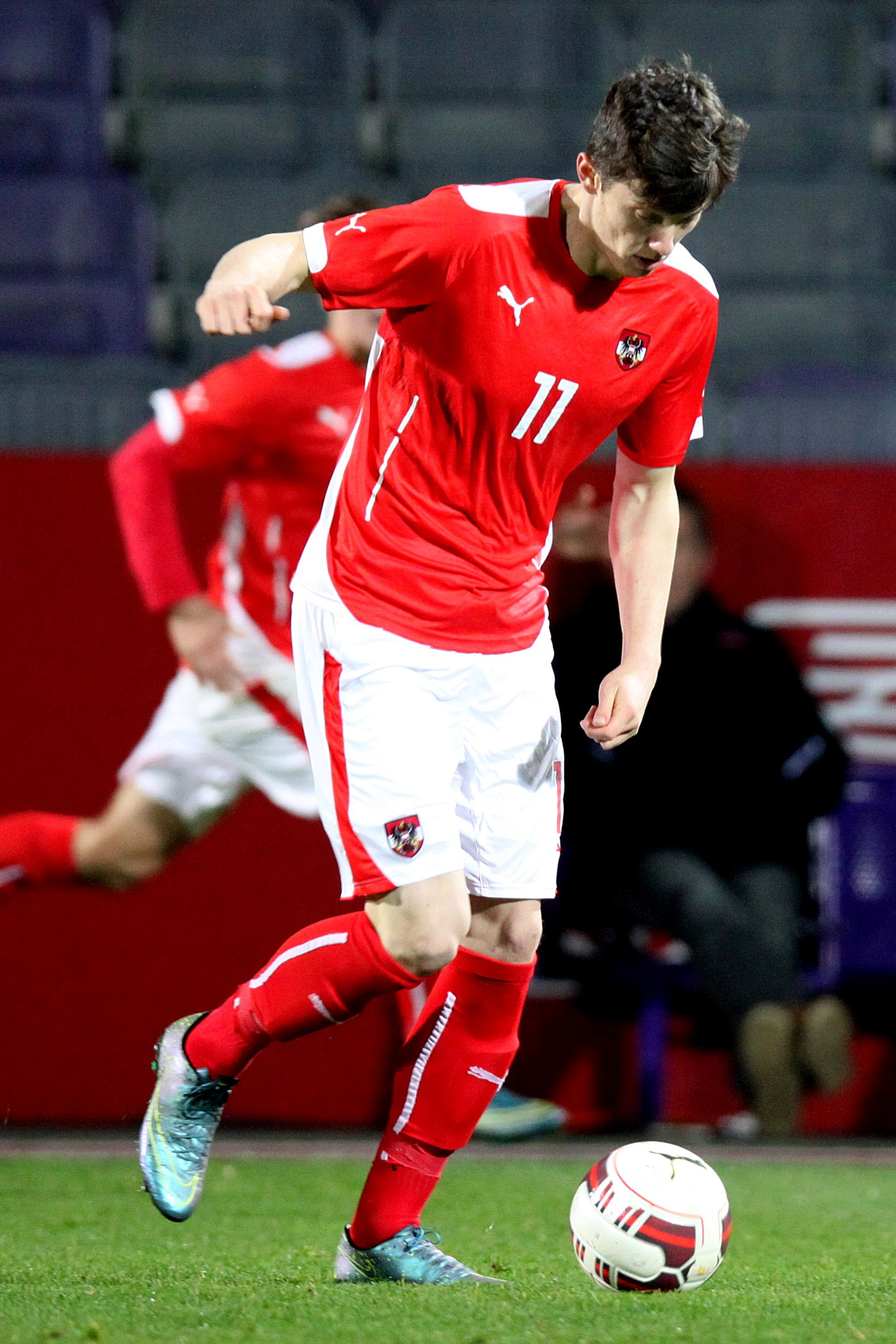
Con la selección sub-21 de Austria.

A inicios de julio de 2017 Gregoritsch y el atacante venezolano Sergio Córdova firmaron por el Augsburgo firmando ambos hasta 2022.
El 13 de agosto de 2017 debutó en la derrota por 2-0 frente al Magdeburg por la copa alemana. El 19 de septiembre marcó su primer tanto frente al RB Lepzig, dándole el triunfo a su equipo 1-0. El Augsburgo se logró mantener en la 1. Bundesliga y Gregoritsch vio su mejor temporada como profesional convirtiéndose en el goleador de su club en la temporada 2017/18, marcando 13 goles y dando cuatro asistencias en 33 partidos convirtiéndose en un jugador clave en el Augsburgo. En la temporada siguiente redujo su cuota goleadora aunque no perdió el titularato, ayudando a su equipo a mantener la categoría.

### Schalke 04
Gregoritsch inició la temporada 2019/20 con poco tiempo de juego. El 23 de diciembre de 2019, fue prestado por el Augsburgo al Schalke 04 hasta mediados de 2020, final de la campaña. El 17 de enero debutó con gol tras alinear como titular en el triunfo por 2-0 ante Borussia Mönchengladbach.

## Selección nacional
Forma parte de la selección de fútbol de Austria, con la cual ha disputado 66 encuentros y ha anotado veintiún goles. El 5 de septiembre de 2016 debutó en la clasificación para la Copa Mundial de Fútbol de 2018 contra Georgia, sustituyendo en el minuto 75 a Marc Janko. El partido terminó con victoria para Austria por 2-1 de visita.
El 27 de marzo de 2018 marca su primer gol con la selección, en un amistoso que termina con goleada 4-0 sobre Luxemburgo.
Antes de formar parte de la selección absoluta, Gregoritshc ya había integrado las categorías sub-16, sub-17 y sub-21 de Austria, con la cual marcó 20 goles en 29 partidos.

### Participaciones en Eurocopas
| Copa          | Sede     | Resultado        | Partidos | Goles |
| ------------- | -------- | ---------------- | -------- | ----- |
| Eurocopa 2020 | Europa   | Octavos de final | 3        | 1     |
| Eurocopa 2024 | Alemania | Octavos de final | 4        | 1     |

## Vida personal
Se ha declarado seguidor del Real Madrid y mencionó que el delantero sueco Zlatan Ibrahimović es su modelo a seguir. En una entrevista dijo que de no haberse dedicado al fútbol, habría estudiado para convertirse en profesor de gimnasia y geografía.
Es hijo del exfutbolista y entrenador Werner Gregoritsch, que ha dirigido equipos como el Kapfenberger, Mattersburg, LASK Linz entre otros. Actualmente dirige el equipo sub-21 de Austria.

## Estadísticas

### Clubes
Actualizado el 17 de mayo de 2025.
| Club | Temporada     | Div.          | Liga  | Liga  | Copas nacionales(1) | Copas nacionales(1) | Copas internacionales(2) | Copas internacionales(2) | Total | Total |
| Club | Temporada     | Div.          | Part. | Goles | Part.               | Goles               | Part.                    | Goles                    | Part. | Goles |
| --- | ------------- | ------------- | ----- | ----- | ------------------- | ------------------- | ------------------------ | ------------------------ | ----- | ----- |
| Kapfenberger SV II · Austria | 2009-10       | 4.ª           | 17    | 5     | 3                   | 2                   | —                        | —                        | 20    | 7     |
| Kapfenberger SV II · Austria | 2010-11       | 4.ª           | 13    | 5     | 2                   | 4                   | —                        | —                        | 15    | 9     |
| Kapfenberger SV II · Austria | 2011-12       | 3.ª           | 7     | 1     | 1                   | 0                   | —                        | —                        | 8     | 1     |
| Kapfenberger SV II · Austria | Total club    | Total club    | 37    | 11    | 6                   | 6                   | 0                        | 0                        | 43    | 17    |
| Kapfenberger SV · Austria | 2009-10       | 1.ª           | 4     | 1     | 0                   | 0                   | —                        | —                        | 4     | 1     |
| Kapfenberger SV · Austria | 2010-11       | 1.ª           | 24    | 2     | 5                   | 0                   | —                        | —                        | 29    | 2     |
| Kapfenberger SV · Austria | 2011-12       | 1.ª           | 16    | 1     | 0                   | 0                   | —                        | —                        | 16    | 1     |
| Kapfenberger SV · Austria | Total club    | Total club    | 44    | 4     | 5                   | 0                   | 0                        | 0                        | 49    | 4     |
| TSG 1899 Hoffenheim II · Alemania | 2012-13       | 4.ª           | 28    | 11    | —                   | —                   | —                        | —                        | 28    | 11    |
| TSG 1899 Hoffenheim II · Alemania | Total club    | Total club    | 28    | 11    | 0                   | 0                   | 0                        | 0                        | 28    | 11    |
| F. C. St. Pauli · Alemania | 2013-14       | 2.ª           | 15    | 1     | 1                   | 0                   | —                        | —                        | 16    | 1     |
| F. C. St. Pauli · Alemania | Total club    | Total club    | 15    | 1     | 1                   | 0                   | 0                        | 0                        | 16    | 1     |
| F. C. St. Pauli II · Alemania | 2013-14       | 4.ª           | 5     | 2     | —                   | —                   | —                        | —                        | 5     | 2     |
| F. C. St. Pauli II · Alemania | Total club    | Total club    | 5     | 2     | 0                   | 0                   | 0                        | 0                        | 5     | 2     |
| VfL Bochum · Alemania | 2014-15       | 2.ª           | 25    | 7     | 2                   | 0                   | —                        | —                        | 27    | 7     |
| VfL Bochum · Alemania | Total club    | Total club    | 25    | 7     | 2                   | 0                   | 0                        | 0                        | 27    | 7     |
| Hamburgo S. V. · Alemania | 2015-16       | 1.ª           | 25    | 5     | 1                   | 1                   | —                        | —                        | 26    | 6     |
| Hamburgo S. V. · Alemania | 2016-17       | 1.ª           | 30    | 5     | 2                   | 0                   | —                        | —                        | 32    | 5     |
| Hamburgo S. V. · Alemania | Total club    | Total club    | 55    | 10    | 3                   | 1                   | 0                        | 0                        | 58    | 11    |
| F. C. Augsburgo · Alemania | 2017-18       | 1.ª           | 32    | 13    | 1                   | 0                   | —                        | —                        | 33    | 13    |
| F. C. Augsburgo · Alemania | 2018-19       | 1.ª           | 32    | 6     | 4                   | 2                   | —                        | —                        | 36    | 8     |
| F. C. Augsburgo · Alemania | 2019-20       | 1.ª           | 6     | 0     | 1                   | 0                   | —                        | —                        | 7     | 0     |
| F. C. Schalke 04 · Alemania | 2019-20       | 1.ª           | 14    | 1     | 2                   | 0                   | —                        | —                        | 16    | 1     |
| F. C. Schalke 04 · Alemania | Total club    | Total club    | 14    | 1     | 2                   | 0                   | 0                        | 0                        | 16    | 1     |
| F. C. Augsburgo · Alemania | 2020-21       | 1.ª           | 24    | 1     | 2                   | 0                   | —                        | —                        | 26    | 1     |
| F. C. Augsburgo · Alemania | 2021-22       | 1.ª           | 25    | 9     | 2                   | 0                   | —                        | —                        | 27    | 9     |
| F. C. Augsburgo · Alemania | Total club    | Total club    | 119   | 29    | 10                  | 2                   | 0                        | 0                        | 129   | 22    |
| S. C. Friburgo · Alemania | 2022-23       | 1.ª           | 30    | 10    | 5                   | 2                   | 7                        | 3                        | 42    | 15    |
| S. C. Friburgo · Alemania | 2023-24       | 1.ª           | 32    | 7     | 2                   | 0                   | 8                        | 5                        | 42    | 12    |
| S. C. Friburgo · Alemania | 2024-25       | 1.ª           | 20    | 2     | 3                   | 1                   | —                        | —                        | 23    | 3     |
| S. C. Friburgo · Alemania | Total club    | Total club    | 82    | 19    | 10                  | 3                   | 15                       | 8                        | 107   | 30    |
| Brøndby IF Dinamarca | 2025-26       | 1.ª           | 0     | 0     | 0                   | 0                   | 0                        | 0                        | 0     | 0     |
| Brøndby IF Dinamarca | Total club    | Total club    | 0     | 0     | 0                   | 0                   | 0                        | 0                        | 0     | 0     |
| Total carrera | Total carrera | Total carrera | 424   | 95    | 39                  | 12                  | 15                       | 8                        | 478   | 115   |
| (1)Incluye datos de la Copa de Estiria (2009/10, 2010/11 y 2011/12), Copa de Austria (2010/11) y Copa de Alemania (2013/14, 2014/15, 2015/16, 2016/17, 2017/18, 2018/19 y 2019/20). (2)Incluye datos de la Liga Europa de la UEFA (2022-23 y 2023-24). |               |               |       |       |                     |                     |                          |                          |       |       |

### Selección nacional
| \| PJ \| Fecha \| Ciudad \| Local \| Resultado \| Visitante \| Competición \| Goles \| Asist. \| \| ----- \| ---------- \| ---------- \| -------------------- \| --------- \| -------------------- \| ----------------------------------------- \| ----- \| ------ \| \| 1. \| 05-09-2016 \| Tiflis \| Georgia \| 1–2 \| Austria \| Clasif. Copa Mundial 2018 \| 0 \| 0 \| \| 2. \| 28-03-2017 \| Innsbruck \| Austria \| 1–1 \| Finlandia \| Amistoso \| 0 \| 0 \| \| 3. \| 11-06-2017 \| Dublín \| Irlanda \| 1–1 \| Austria \| Clasif. Copa Mundial 2018 \| 0 \| 0 \| \| 4. \| 02-09-2017 \| Cardiff \| Gales \| 1–0 \| Austria \| Clasif. Copa Mundial 2018 \| 0 \| 0 \| \| 5. \| 06-10-2017 \| Viena \| Austria \| 3–2 \| Serbia \| Clasif. Copa Mundial 2018 \| 0 \| 0 \| \| 6. \| 23-03-2018 \| Klagenfurt \| Austria \| 3–0 \| Eslovenia \| Amistoso \| 0 \| 0 \| \| 7. \| 27-03-2018 \| Luxemburgo \| Luxemburgo \| 0–4 \| Austria \| Amistoso \| 1 \| 0 \| \| 8. \| 06-09-2018 \| Viena \| Austria \| 2–0 \| Suecia \| Amistoso \| 0 \| 0 \| \| 9. \| 11-09-2018 \| Zenica \| Bosnia y Herzegovina \| 1–0 \| Austria \| Liga B de la Liga de las Naciones 2018-19 \| 0 \| 0 \| \| 10. \| 15-11-2018 \| Viena \| Austria \| 0–0 \| Bosnia y Herzegovina \| Liga B de la Liga de las Naciones 2018-19 \| 0 \| 0 \| \| 11. \| 18-11-2018 \| Belfast \| Irlanda del Norte \| 1–2 \| Austria \| Liga B de la Liga de las Naciones 2018-19 \| 0 \| 0 \| \| 12. \| 06-09-2019 \| Salzburgo \| Austria \| 6–0 \| Letonia \| Clasif. Eurocopa 2020 \| 1 \| 0 \| \| 13. \| 09-09-2019 \| Varsovia \| Polonia \| 0–0 \| Austria \| Clasif. Eurocopa 2020 \| 0 \| 0 \| \| 14. \| 10-10-2019 \| Viena \| Austria \| 3–1 \| Israel \| Clasif. Eurocopa 2020 \| 0 \| 1 \| \| 15. \| 13-10-2019 \| Liubliana \| Eslovenia \| 0–1 \| Austria \| Clasif. Eurocopa 2020 \| 0 \| 0 \| \| 16. \| 16-11-2019 \| Viena \| Austria \| 2–1 \| Macedonia del Norte \| Clasif. Eurocopa 2020 \| 0 \| 0 \| \| 17. \| 16-11-2019 \| Riga \| Letonia \| 1–0 \| Austria \| Clasif. Eurocopa 2020 \| 0 \| 0 \| \| Total \| \| Presencias \| 17 \| \| \| Goles y asistencias \| 2 \| 1 \| |            |            |                      |           |                      |                                           |       |        |
| PJ | Fecha      | Ciudad     | Local                | Resultado | Visitante            | Competición                               | Goles | Asist. |
| 1. | 05-09-2016 | Tiflis     | Georgia              | 1–2       | Austria              | Clasif. Copa Mundial 2018                 | 0     | 0      |
| 2. | 28-03-2017 | Innsbruck  | Austria              | 1–1       | Finlandia            | Amistoso                                  | 0     | 0      |
| 3. | 11-06-2017 | Dublín     | Irlanda              | 1–1       | Austria              | Clasif. Copa Mundial 2018                 | 0     | 0      |
| 4. | 02-09-2017 | Cardiff    | Gales                | 1–0       | Austria              | Clasif. Copa Mundial 2018                 | 0     | 0      |
| 5. | 06-10-2017 | Viena      | Austria              | 3–2       | Serbia               | Clasif. Copa Mundial 2018                 | 0     | 0      |
| 6. | 23-03-2018 | Klagenfurt | Austria              | 3–0       | Eslovenia            | Amistoso                                  | 0     | 0      |
| 7. | 27-03-2018 | Luxemburgo | Luxemburgo           | 0–4       | Austria              | Amistoso                                  | 1     | 0      |
| 8. | 06-09-2018 | Viena      | Austria              | 2–0       | Suecia               | Amistoso                                  | 0     | 0      |
| 9. | 11-09-2018 | Zenica     | Bosnia y Herzegovina | 1–0       | Austria              | Liga B de la Liga de las Naciones 2018-19 | 0     | 0      |
| 10. | 15-11-2018 | Viena      | Austria              | 0–0       | Bosnia y Herzegovina | Liga B de la Liga de las Naciones 2018-19 | 0     | 0      |
| 11. | 18-11-2018 | Belfast    | Irlanda del Norte    | 1–2       | Austria              | Liga B de la Liga de las Naciones 2018-19 | 0     | 0      |
| 12. | 06-09-2019 | Salzburgo  | Austria              | 6–0       | Letonia              | Clasif. Eurocopa 2020                     | 1     | 0      |
| 13. | 09-09-2019 | Varsovia   | Polonia              | 0–0       | Austria              | Clasif. Eurocopa 2020                     | 0     | 0      |
| 14. | 10-10-2019 | Viena      | Austria              | 3–1       | Israel               | Clasif. Eurocopa 2020                     | 0     | 1      |
| 15. | 13-10-2019 | Liubliana  | Eslovenia            | 0–1       | Austria              | Clasif. Eurocopa 2020                     | 0     | 0      |
| 16. | 16-11-2019 | Viena      | Austria              | 2–1       | Macedonia del Norte  | Clasif. Eurocopa 2020                     | 0     | 0      |
| 17. | 16-11-2019 | Riga       | Letonia              | 1–0       | Austria              | Clasif. Eurocopa 2020                     | 0     | 0      |
| Total |            | Presencias | 17                   |           |                      | Goles y asistencias                       | 2     | 1      |

## Palmarés

### Campeonatos nacionales
| Título                | Club            | País    | Año     |
| --------------------- | --------------- | ------- | ------- |
| Landesliga Steiermark | Kapfenberger SV | Austria | 2010-11 |